# Dolores (Carazo)
Dolores est une municipalité nicaraguayenne du département de Carazo au Nicaragua.
Sa population est d'environ 6 500 habitants (2005) et 	8 691 en 2020.

## Géographie
Le territoire communal se limite au nord et ouest avec la commune de Diriamba et au sud et est avec la commune de Jinotepe . Le siège municipal est situé à 44 km la capitale Managua et à  1 km de la ville de Jinotepe.
Sa topographie est plate et régulière et ses rivières font partie du bassin du Río Grande de Carazo.

## Histoire
Il existe deux théories sur l'origine du nom de la municipalité, certains historiens disent qu'entre les années 1890 et 1895, l'image de la Sainte Vierge des Douleurs a été retrouvée à l'endroit et a été emmenée en procession à l'église paroissiale de Jinotepe . Une autre version soutient que le nom est dû à l'une des premières familles fondatrices de la commune, dans laquelle il y avait une dame nommée Dolores.

Dolores a été élevée au rang de ville par la loi législative du 14 octobre 1904.

## Démographie
En 2020, Dolores a une population de 8 691 habitants. De la population totale, 46,8% sont des hommes et 53,2% sont des femmes. Près de 89,5% de la population vit en zone urbaine.

## Quartiers
Dans la zone urbaine, il y a onze quartiers : Sandino, Cristo Rey, Guadalupe, Alfonso Pascual, Central Zone, Los Ramos, 3 de Mayo, San Antonio, Santa Ana, San Pablo, Héroes et Mártires. Alors que dans la zone rurale, il y a six régions : El Panamá, El Paso Real, El Guachipilín, El Limón, 19 de Julio, Sandineña.

## Nature et météo
La commune a un climat tropical de savane (semi-humide). Il a une précipitation qui varie entre 1 200 et 1 400 mm, caractérisée par une bonne répartition des pluies tout au long de l'année. La température oscille entre 22 et 23 °C tout au long de l'année.

## Économie
L'activité économique de la commune est éminemment agricole, caractérisée par la variété des céréales de base : riz , haricots et légumes.